# Валова, Валентина Дмитриевна
Валентина Дмитриевна Валова (Копылова, Копылова-Валова; род. 22 сентября 1929 года, Москва) — советский и российский учёный.
Доктор химических наук, профессор (1978), почетный профессор Российского университета кооперации.
Заслуженный деятель науки РФ (1996).

## Биография
Родилась в семье рабочего.
Окончила с отличием Московский химико-технологический институт мясной и молочной промышленности (ныне это Московский государственный университет пищевых производств), где училась в 1947—1952 годах. Затем работала ассистентом на кафедре неорганической и аналитической химии, в 1958 году защитила кандидатскую диссертацию. С 1969 года работает в Московском кооперативном институте, заведовала кафедрой химии. В 1978 году защитила докторскую диссертацию. С 1995 года профессор кафедры товароведения. Среди её соавторов К. М. Салдадзе и др.
Работы
- Комплексообразующие иониты (комплекситы) / К. М. Салдадзе, В. Д. Копылова-Валова. — М. : Химия, 1980. — 336 с.
- Валова (Копылова) В. Д. Экология : учебник для вузов / В. Д. Валова (Копылова). — М., 2007. — 352 с.

## Звания и награды
Заслуженный работник потребительской кооперации. Награждена значком «Отличник высшей школы», медалями «Ветеран труда», «За доблестный труд в Великой Отечественной войне», почётными юбилейными медалями в честь победы над Германией.